# ザムトゲマインデ・ハムベルゲン
ザムトゲマインデ・ハムベルゲン (ドイツ語: Samtgemeinde Hambergen) は、ドイツ連邦共和国ニーダーザクセン州オスターホルツ郡の北端に位置するザムトゲマインデ（集合自治体）である。面積は 135 km2 で、オスターホルツ郡で2番目に広い自治体である。
このザムトゲマインデは、1974年の地域再編に伴い、アックスシュテット、ハムベルゲン、ホルステ、リュッバーシュテット、フォラーゾーデが集合して成立したもので、一番人口の多い町にちなんで命名された。これらの町村は、行政力強化のために一部の業務をザムトゲマインデに委託している。

## 地理
ザムトゲマインデ・ハムベルゲンは、ブレーメンの北北東約 35 km の北ドイツ低地に位置している。鉄道ブレーメン - ブレーマーハーフェン線（オルデンビュッテル駅とリュッバーシュテット駅）や連邦アウトバーン A27号線（ヴァルスローデ - クックスハーフェン）に接続しやすい交通の便が良い場所にある。主要交通軸は連邦道 B74号ブレーメン - シュターデ線である。構成自治体の1つであるフォラーゾーデをギーラー・バッハ川が流れている。この川はオスターホルツ＝シャルムベックの北に位置するランゲン・ハイデから湧出し、やがてハンメ川と名前を変える。ハンメ川はオステ＝ハンメ運河を介してヴェーザー川やエルベ川とつながっている。このザムトゲマインデの一部は泥湿地の「トイフェルスモーア」に属す。

## 行政

### 議会
ザムトゲマインデ議会は、26議席と首長（ザムトゲマインデの長）で構成されている。

### 首長
首長（ザムトゲマインデの長）はゲルト・ブラウンス (SPD) である。彼は2021年の首長選挙で 85.26 % の支持票を獲得してザムトゲマインデの長に選出された。対立候補のヘルマン・ヴィータース (Grüne) の得票率は 14.74 % であった。この選挙の投票率は 63.03 % であった。

### 紋章
図柄: 銀地で、下部に緑色の三峰の山。山の中を銀の波帯が貫いている。上部は3:2に配置された5つの赤い菱形図形。
解説: 銀地に緑の三峰の山は、ハムベルゲンの紋章から採られた。その上の5つの赤い菱形図形は、地位の同等な5つの構成町村、アックスシュテット、ハムベルゲン、ホルステ、リュッバーシュテット、フォラーゾーデを表している。銀の波帯は、ハンメ川の水源地であることを意味している。

## 社会施設
最寄りの救急病院は、オスターホルツ郡立病院である。